# 黒豹の如く
『黒豹の如く』（くろひょうのごとく）は、宝塚歌劇団のミュージカル作品。作は柴田侑宏、演出・振付は謝珠栄が担当した。

## 概要
第一次世界大戦後のスペインを舞台に、かつて恋仲であった男女が再会、やがてある事件に巻き込まれ、思わぬ運命の渦に巻き込まれていく様を描くミュージカル・プレイ。2015年2月6日から3月9日（新人公演：2月24日）に宝塚大劇場、同年3月27日から5月10日（新人公演：4月9日）に東京宝塚劇場にて、星組により上演。なお、本公演は柚希礼音、夢咲ねねのサヨナラ公演となる。
柴田侑宏のオリジナル作品は、2005年に雪組により上演された「霧のミラノ」以来10年ぶりとなり、演出・振付を担当する謝珠栄との共作は、「黒い瞳」（1998年／月組）、「激情-ホセとカルメン-」（1999年／宙組）、「凱旋門」（2000年／雪組）、「ガラスの風景」（2002年／星組）に続き5作目となり、2019年に死去した柴田の人生最後の舞台作品となった。
併演はダイナミック・ドリーム『Dear DIAMOND!! －101カラットの永遠の輝き－』。
この作品を収録したDVD版とBlu-ray版が発売されている。

## スタッフ
宝塚大劇場公演のデータ
- 作：柴田侑宏
- 演出・振付：謝珠栄
- 作曲・編曲：太田健、玉麻尚一、斉藤恒芳
- 音楽指揮：佐々田愛一郎
- 振付：平澤智
- 擬闘：渥美博
- 装置：大田創
- 衣装：有村淳
- 照明：勝柴次朗
- 音響：大坪正仁
- 小道具：下農直幸
- 歌唱指導：山口正義
- 映像：湯浅伸介
- 演出助手：上田久美子
- 衣装補：加藤真美
- 舞台進行：阪田健嗣
- 以下、併演作品と共通
  - 舞台美術製作：株式会社 宝塚舞台
  - 演奏：宝塚歌劇オーケストラ
  - 制作：渡辺裕
  - 制作補：西山晃浩
  - 制作・著作：宝塚歌劇団
  - 主催：株式会社 阪急電鉄

参考資料：宝塚大劇場の公演プログラム

## 主な配役

### 本公演
- アントニオ・デ・オダリス伯爵：柚希礼音
- カテリーナ・デ・ラミレス：夢咲ねね
- ビクトル・デ・アラルコン：紅ゆずる
- アロンソ・デ・バンデラス侯爵：英真なおき（専科）
- イレーネ・クラベス：万里柚美
- サンチェス：美稀千種
- パルメロ夫人：毬乃ゆい
- セバスチャン・デ・ディアス：十輝いりす
- ソニア：音花ゆり
- ベルドラン／セブンシーズ：鶴美舞夕
- マリオ・フェルネスト：壱城あずさ
- ガスパール／クレメンテ：如月蓮
- モントーヤ夫人：白妙なつ
- クーロ：海隼人
- マルコス・ファビオ：天寿光希
- フロリンダ：音波みのり
- セルシオ：大輝真琴
- ルカルデ夫人：愛水せれ奈
- テレサ：妃白ゆあ
- ラファエル・デビスタシオ：真風涼帆
- ゴメス：輝咲玲央
- ドミンゴ：瀬稀ゆりと
- エレナ：紫月音寧
- ジル：夢妃杏瑠
- カミーロ／セブンシーズ：夏樹れい
- ゴンサーロ：十碧れいや
- ナディア：珠華ゆふ
- 花売り：空乃みゆ
- フリオ：麻央侑希
- ベニート：漣レイラ
- ベラ：毬愛まゆ
- レオポルド：飛河蘭
- マルセリーノ・フェデリコ：礼真琴
- イグナシオ：ひろ香祐
- アルヴィラ：妃海風
- セブンシーズ：紫りら
- サラ：真衣ひなの
- エンリケ：瀬央ゆりあ
- カマラ：逢月あかり
- セブンシーズ：音咲いつき
- モニカ：綺咲愛里
- セブンシーズ：紫藤りゅう
- セブンシーズ：天華えま
- セブンシーズ：真彩希帆

### 新人公演
- アントニオ・デ・オダリス伯爵：礼真琴
- カテリーナ・デ・ラミレス：綺咲愛里
- ビクトル・デアラルコン：麻央侑希
- アロンソ・デ・バンデラス侯爵：飛河蘭
- イレーネ・クラベス：毬愛まゆ
- サンチェス：拓斗れい
- パルメロ夫人：華鳥礼良
- セバスチャン・デ・ディアス：ひろ香祐
- ソニア：紫りら
- ベルドラン／セブンシーズ：凰羽みらい
- マリオ・フェルネスト：瀬央ゆりあ
- ガスパール／クレメンテ：音咲いつき
- モントーヤ夫人：真衣ひなの
- クーロ／セブンシーズ：湊璃飛
- マルコス・ファビオ：紫藤りゅう
- フロリンダ：白鳥ゆりや
- セシリオ／セブンシーズ：夕渚りょう
- ルカルデ夫人：逢月あかり
- テレサ：美都くらら
- ラファエル・デ・ビスタシオ：天華えま
- ゴメス：遥斗勇帆
- ドミンゴ：朝水りょう
- エレナ：澪乃桜季
- ジル：七星美妃
- カミーロ／セブンシーズ：天路そら
- ゴンザーロ：漣レイラ
- ナディア：桜里まお
- 花売り：天乃きよら
- フリオ：桃堂純
- ベニート：彩葉玲央
- ベラ：桜里まお
- レオポルド：隼玲央
- マルセリーノ・フェデリコ：綾凰華
- イグナシオ／セブンシーズ：蒼舞咲歩
- アルヴィラ：真彩希帆
- サラ／セブンシーズ：小桜ほのか
- エンリケ：天希ほまれ
- カマラ：美丘安里
- モニカ：五條まりな
- セブンシーズ：妃海風